# 日産店
日産店（にっさんてん）は、日産自動車の過去に存在した販売チャンネル（ディーラー）の一つで、日産の販社中、最も長い歴史を持つ。

## 概要
日産の自社開発小型車が「ダットサン」のみであった時代から存在していた販売系列であり、ダットサン乗用車（後にブルーバードへ発展）とダットサン商用車（同じくダットサントラック）を主力に、その後、プレジデント、フェアレディZ、レパード、テラノ、セフィーロ、パルサーなど取り扱い車種を拡大していった。
広告上では「ブルーバード販売会社」と表記されていた。
1978年10月には、当時の811型ブルーバードのCMキャラクターとして起用中だった加山雄三を前述車種に加えてA11型バイオレットGXシリーズとS130型フェアレディZのスポーティーカー3車種を対象としたフェアイベントのCMキャラクターに起用したことがある。
1990年代前半には、日産店（ブルーバード販売会社）のイメージキャラクターとしてとんねるずを起用したことがある。
1999年4月、メーカーサイドによる国内2系列化への統廃合に伴い、日産・モーター店と統合して日産・ブルーステージ店となった。

## 過去の取扱車種

### 1999年3月時点の取扱車種

#### 乗用車系
太字の車種は、2025年現在も日産全店で販売されている。 また、斜体の車種は、他車と併売されていた。

##### セダン
- プレジデント - 東京・大阪地区ではモーター店との併売。
- レパード　- 4代目（Y33）に限りサニー店との併売。
- セフィーロ - A31型とA32型はサニー店との併売、A33型はモーター店との併売。
- ブルーバード[注釈 3]（専売）
- パルサー - 4代目（N14）以降実質的にプリンス店との併売車となる。3代目（N13型）までは日産・チェリー店の専売車種であった。

##### ハッチバック
- パルサーセリエ - 事実上プリンス店との併売。
- キューブ - 全店併売のため車種のため他の系列店でも販売された。
- マーチ - 初代（K10）はサニー店・チェリー店と併売されていた。二代目以降は全店併売車種となったため他の系列店でも販売された。

##### スポーツカー
- フェアレディZ - 4代目（Z32型）のみプリンス店との併売。5代目（Z33型）へのモデルチェンジ後、ブルーステージへ統合後の2005年から販売再開

##### ステーションワゴン
- アベニール - モーター店との併売。初代（W10型）のみプリンス店でも併売。
- ルネッサ
- ウイングロード - プリンス店・サニー店との併売車種。
- セフィーロワゴン - サニー店との併売車種。

##### SUV・1BOX・ミニバン
- サファリ - プリンス店、モーター店との併売車種。
- テラノ
- パルサーセリエS-RV - 事実上プリンス店との併売。
- ラシーン - 全店併売のため車種のため他の系列店でも販売された。
- ラルゴ - プリンス店・サニー店との併売。
- プレサージュ
- セレナ - 一部販売会社を除いたプリンス店・全国のサニー店との併売。初代のみの取り扱い。

#### 商用車系

##### ライトバン
- ADバン - プリンス店・サニー店との併売。
- アベニールカーゴ - プリンス店・モーター店との併売。

##### 1BOXバン
- キャラバン - モーター店との併売。
- バネットバン（現・NV200バネット） - 一部販売会社を除いたプリンス店・サニー店との併売。

##### トラック
- アトラス - プリンス店、モーター店との併売。
- バネットトラック - サニー店との併売。
- ダットサン

##### バス
- シビリアン - モーター店との併売。

### 1999年3月以前に販売終了した車種

#### 乗用車系

##### セダン
- マキシマ - 2代目セフィーロ（A32型）に統合されたため販売終了。
- バイオレット - バイオレットリベルタに名称が変更した後リベルタビラ販売開始に伴い販売終了。
- リベルタビラ - 4代目パルサー（N14型）に統合されたため販売終了。
- インフィニティQ45 - 東京日産自動車販売、大阪日産自動車のみで販売されていた。

##### スポーツカー
- フェアレディ - フェアレディZ販売開始に伴い販売終了。

##### ステーションワゴン
- ブルーバードワゴン - アベニール販売開始に伴い販売終了。[注釈 3]
- ADワゴン - ウイングロードの販売開始に伴い販売終了。

##### SUV・1BOX・ミニバン
- パトロール - サファリの販売開始に伴い販売終了。
- バネットコーチ - バネットセレナに統合されたため生産終了。

#### 商用車系

##### ライトバン
- ブルーバードバン - アベニールカーゴ販売開始に伴い販売終了。[注釈 3]
- バイオレットバン　- 日産・ADバン販売開始に伴い販売終了。

##### トラック
- キャブオール - アトラス販売開始に伴い生産終了。
- ジュニア - アトラスに統合されたため販売終了。
- ニッサントラック - 生産終了に伴い販売終了。

##### バス
- エコー - シビリアン販売開始に伴い生産終了。

## キャッチフレーズ
ブルーバード販売会社へようこそ（1991年 - 1992年）
日産店オリジナルのCMにとんねるずが起用され、「ブルーバード販売会社活動報告」に始まり「ブルーバード販売会社へようこそ」で締めくくるCMが、ブルーバードU12型モデル末期からU13型発売当初の頃まで放映されていた。